# 토마시 보렐

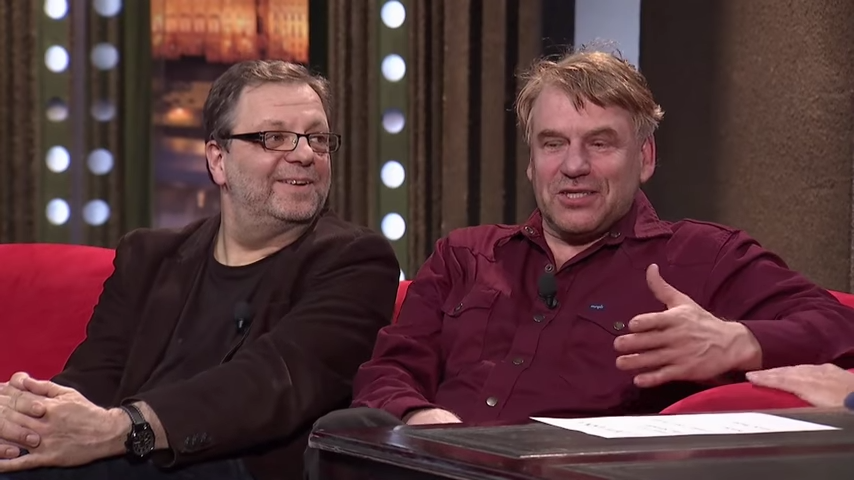

토마시 보렐(Tomáš Vorel, 1957년 6월 2일 ~ )은 체코의 배우이다.
프라하에서 태어났다.

## 영화
- 더 굿 플럼버 (2016년)
- 프라하 캔즈 (2014년)
- 투 더 우즈 (2012년)
- 그라피티 (2007년)
- 펑거스 (2000년)
- 아메리카 (1994년)
- 스모크 (1990년)
- 프라하 파이브 (1989년)